# Diocesi di Vacaria
La diocesi di Vacaria (in latino Dioecesis Vaccariensis) è una sede della Chiesa cattolica in Brasile suffraganea dell'arcidiocesi di Passo Fundo. Nel 2022 contava 186.000 battezzati su 206.000 abitanti. È retta dal vescovo Sílvio Guterres Dutra.

## Territorio
La diocesi comprende 25 comuni nella parte nord-orientale dello stato brasiliano del Rio Grande do Sul: Vacaria, André da Rocha, Barracão, Bom Jesus, Cacique Doble, Campestre da Serra, Capão Bonito do Sul, Caseiros, Esmeralda, Ibiaçá, Ibiraiaras, Ipê, Lagoa Vermelha, Machadinho, Maximiliano de Almeida, Monte Alegre dos Campos, Muitos Capões, Paim Filho, Pinhal da Serra, Sananduva, Santo Expedito do Sul, São João da Urtiga, São José do Ouro, São José dos Ausentes e Tupanci do Sul.
Sede vescovile è la città di Vacaria, dove si trova la cattedrale di Nostra Signora di Oliveira (Nossa Senhora da Oliveira)
Il territorio si estende su una superficie di 15.469 km² ed è suddiviso in 28 parrocchie, raggruppate in 7 foranie: Bom Jesus, Ipê, Lagoa Vermelha, Maximiliano de Almeida, Sananduva, São José do Ouro e Vacaria.

## Storia
La prelatura territoriale di Vacaria fu eretta l'8 settembre 1934 con la bolla Dominici Gregis di papa Pio XI, ricavandone il territorio dall'arcidiocesi di Porto Alegre, di cui originariamente era suffraganea.
Il 18 gennaio 1957 la prelatura territoriale è stata elevata a diocesi con la bolla Qui vicaria potestate di papa Pio XII.
Il 13 aprile 2011 è entrata a far parte della provincia ecclesiastica dell'arcidiocesi di Passo Fundo.

## Cronotassi dei vescovi
Si omettono i periodi di sede vacante non superiori ai 2 anni o non storicamente accertati.
- Cândido Julio Bampi, O.F.M.Cap. † (27 giugno 1936 - 18 gennaio 1957 nominato vescovo ausiliare di Caxias)
- Augusto Petró † (16 maggio 1958 - 12 marzo 1964 nominato vescovo di Uruguaiana)
- Henrique Gelain † (28 marzo 1964 - 5 febbraio 1986 ritirato)
- Orlando Octacílio Dotti, O.F.M.Cap. (5 febbraio 1986 succeduto - 12 novembre 2003 dimesso)
- Pedro Sbalchiero Neto, M.S. † (12 novembre 2003 succeduto - 3 luglio 2007 deceduto)
- Irineu Gassen, O.F.M. (28 maggio 2008 - 9 maggio 2018 ritirato)
- Sílvio Guterres Dutra, dal 9 maggio 2018

## Statistiche
La diocesi nel 2022 su una popolazione di 206.000 persone contava 186.000 battezzati, corrispondenti al 90,3% del totale.
| anno | popolazione | popolazione | popolazione | presbiteri | presbiteri | presbiteri | presbiteri                | diaconi | religiosi | religiosi | parrocchie |
| anno | battezzati  | totale      | %           | numero     | secolari   | regolari   | battezzati per presbitero | diaconi | uomini    | donne     | parrocchie |
| ---- | ----------- | ----------- | ----------- | ---------- | ---------- | ---------- | ------------------------- | ------- | --------- | --------- | ---------- |
| 1966 | 224.000     | 225.600     | 99,3        | 50         | 9          | 41         | 4.480                     |         | 53        | 256       | 22         |
| 1970 | 249.400     | 250.000     | 99,8        | 55         | 14         | 41         | 4.534                     | 1       | 45        | 228       | 24         |
| 1976 | 200.240     | 206.908     | 96,8        | 60         | 16         | 44         | 3.337                     | 2       | 48        | 173       | 24         |
| 1980 | 218.576     | 235.000     | 93,0        | 68         | 20         | 48         | 3.214                     |         | 53        | 207       | 24         |
| 1990 | 210.000     | 223.000     | 94,2        | 58         | 21         | 37         | 3.620                     | 4       | 50        | 193       | 26         |
| 1999 | 183.500     | 197.500     | 92,9        | 64         | 25         | 39         | 2.867                     | 1       | 51        | 192       | 26         |
| 2000 | 185.000     | 200.500     | 92,3        | 62         | 29         | 33         | 2.983                     | 1       | 43        | 174       | 27         |
| 2001 | 180.000     | 197.500     | 91,1        | 63         | 29         | 34         | 2.857                     | 1       | 44        | 168       | 27         |
| 2002 | 180.000     | 197.500     | 91,1        | 64         | 31         | 33         | 2.812                     | 1       | 45        | 169       | 28         |
| 2003 | 180.000     | 198.700     | 90,6        | 65         | 31         | 34         | 2.769                     | 1       | 48        | 163       | 28         |
| 2004 | 181.300     | 199.500     | 90,9        | 65         | 31         | 34         | 2.789                     |         | 44        | 156       | 28         |
| 2010 | 195.000     | 217.000     | 89,9        | 56         | 32         | 24         | 3.482                     |         | 28        | 115       | 28         |
| 2012 | 204.500     | 227.700     | 89,8        | 55         | 37         | 18         | 3.718                     |         | 24        | 96        | 28         |
| 2017 | 209.500     | 232.000     | 90,3        | 57         | 35         | 22         | 3.675                     | 1       | 26        | 98        | 28         |
| 2020 | 183.200     | 203.213     | 90,2        | 54         | 36         | 18         | 3.392                     | 1       | 22        | 75        | 28         |
| 2022 | 186.000     | 206.000     | 90,3        | 59         | 40         | 19         | 3.152                     | 1       | 36        | 61        | 28         |